# Kush (canção)
Kush é uma canção de Dr. Dre, para o seu terceiro e último álbum de estúdio Detox. Conta com a participação do rapper Snoop Dogg e do rapper Akon. Foi lançada como single em formato de Descarga digital em 18 de novembro de 2010. A música foi produzida pelo DJ Khalil e mixado pelo proprio Dr. Dre.

## Antecedentes
Em 16 de novembro de 2010, uma versão inacabada do single vazou na Internet. No mesmo dia do vazamento Dre deu declaração a Rádio Big Boy dizendo que apesar da faixa falar sobre cannabis o seu álbum não iria bordar tal assunto. Mais tarde, naquele mesmo dia, uma versão de "Kush" foi lançado juntamente com o novo site do rapper.  A canção foi trilha sonora no episódio quatorze, da decima primeira temporada de CSI.

## Composição
"Kush" levou três a quatro meses para ser concluído devido às inúmeras etapas de produção que passou.

## Vídeo da música
Joseph Kahn foi quem dirigiu o videoclipe da canção. O vídeo da faixa foi filmado 18 de novembro de 2010 no centro de Los Angeles.Em 10 de dezembro de 2010 o vídeo foi lançado na pagina de Dre no site Vevo.

## Lista de faixas
Download Digital
1. "Kush" (com participação de Snoop Dogg e Akon) - 3:55

CD single
1. "Kush" (com participação de Snoop Dogg e Akon) - 3:58
2. "Kush" (Instrumental) - 3:55

## Desempenho nas paradas
| Paradas (2010–11)                            | Melhor Posição |
| -------------------------------------------- | -------------- |
| Austrália (ARIA Singles Chart)               | 81             |
| Bélgica (Ultratop 50 de Flandres)            | 3              |
| Bélgica (Ultratop 50 da Valônia)             | 5              |
| Canadá (Canadian Hot 100)                    | 33             |
| Estados Unidos (Billboard Hot 100)           | 34             |
| Estados Unidos (Billboard R&B/Hip-Hop Songs) | 43             |
| Estados Unidos (Billboard Hot Rap Songs)     | 11             |
| França (SNEP)                                | 46             |
| Irlanda (IRMA)                               | 112            |
| Reino Unido (UK Singles Chart)               | 57             |
| Suíça (Schweizer Hitparade)                  | 62             |

## Historico de lançamento
| Pais                        | Data                   | Formato          |
| --------------------------- | ---------------------- | ---------------- |
| Estados Unidos              | 18 de novembro de 2010 | Digital download |
| Reino Unido                 | 21 de novembro de 2010 | Digital download |
| Estados Unidos Rhythm Radio | 23 de novembro de 2010 | Radio play       |
| Estados Unidos Urban Radio  | 07 de dezembro de 2010 | Radio play       |